# U Krále brabantského
U Krále brabantského je staropražský hostinec s více než stoletou historií. Funguje v malostranské Thunovské ulici čp. 198, svým názvem odkazuje na patrona piva Gambrina, který je obrazem historické postavy Jana I. Brabantského, děda krále Jana Lucemburského.

## Historie
Současný dům byl postaven po katastrofálním požáru Malé Strany v 16. století na základech původního gotického stavení. Hostinec v něm začal fungovat pravděpodobně na konci 19. století, vystřídalo se v něm několik majitelů bez většího podnikatelského úspěchu. Mezi jinými zde krátce pracoval Antonín Hrdlička, od něhož podnik v roce 1884 odkoupil Václav Petráň. 9. prosince 1884 chtěl Hrdlička spícího hostinského okrást, došlo však k potyčce, během níž Petráně zavraždil. Jeho tělo pak v noci nasoukal do kanalizace v Thunovské ulici. Vrah však byl brzy dopaden a v mediálně velmi sledovaném procesu byl odsouzen k doživotnímu vězení.
Teprve po převzetí lokálu Emanuelem Kluckerem v roce 1912 začala pivnice lákat více hostů. Pravděpodobně to byl sám hostinský, kdo vymyslel později často citovanou legendu, podle níž pivnici ve středověku inkognito navštěvoval král Václav IV. spolu se svým přítelem katem. Ta spolu s tragickým příběhem Václava Petráně dodávala hostinci tajemné kouzlo a podnik navštěvovali zajímaví hosté jako spisovatel Jaroslav Hašek, malíř Josef Lada, scenárista Václav Wasserman, herec Josef Šváb-Malostranský či básník Jiří Wolker.

## Underground
V šedesátých a sedmdesátých letech se podnik spolu s dalšími malostranskými pivnicemi stal jedním ze středisek českého undergroundu. Často sem chodili např. Milan Knížák, Jaroslav Jeroným Neduha, Egon Bondy, Zbyněk Benýšek nebo Milan Kozelka. Někteří z nich zde distribuovali i vlastní samizdat. Mezi dalšími hosty nechyběli dramatik Josef Topol, hudebníci Petr Novák, Vlastimil Třešňák, Jaroslav Hutka, či Bedřich Kopecný, tvůrčí polovina dvojice Neprakta. V 90. letech podnik zrekonstruoval nový majitel Zdeněk Hanzík a pokračoval v tradiční formě malostranské pivnice.

## Současnost
Po roce 2007 jej noví majitelé zcela přestavěli a pohostinské prostory zvětšili odkrytím sklepních prostor a připojením místností v sousedním domě. Provoz nechali inspirovat romantizovanou představou středověké krčmy, v níž hosty bavili šermíři, zaklínači hadů, tanečnice a polykači ohně. V bývalých bytech nad hostincem zřídili také hotelové pokoje. Historii podniku popsal spisovatel Lukáš Berný v knize Kde pijí múzy 4 – Z Malé Strany na Hradčany (2017).